# 자오야즈
자오야즈(중국어 정체자: 趙雅芝, 간체자: 赵雅芝, 병음: Zhào Yǎzhī, 한자음: 조아지, 광둥어: Ziu3 Ngaa2 zi1 지우응아지, 영어: Angie Chiu 앤지 추[*], 1954년 11월 15일~)는 홍콩의 배우이다. 1970년대 주요 홍콩 여배우 중 한 사람으로 여러 작품에서 정사오추와의 커플 연기로 대중들의 사랑을 받았다.